# Мішкокрил
Мішкокрил (Emballonura) — рід мішкокрилих кажанів родини Emballonuridae. Представники роду поширені в Південно-Східній Азії. Етимологія: грец. έμβάλλω — «вкидати», грец. οὐρά — «хвіст». 

## Види
- Emballonura alecto
- Emballonura atrata
- Emballonura beccarii
- Emballonura dianae
- Emballonura furax
- Emballonura monticola
- Emballonura raffrayana
- Emballonura semicaudata
- Emballonura serii

## Морфологія
Голова і тіло довжиною 38—62 мм, хвіст довжиною 10—20 мм, передпліччя  довжиною 30—53 мм. Забарвлення від насичено коричневого до темно-коричневого зверху, внизу блідіше. Зубна формула: (i 2/3, c 1/1, pm 2/2, m 3/3)•2=34. Підкрильні сумки відсутні.

## Ресурси Інтернету
- Distribució mundial de les diferents espècies d'aquest gènere de ratpenats. [Архівовано 22 липня 2013 у Wayback Machine.]
- Ronald M. Nowak Walker's Mammals of the World. — JHU Press, 1999